# Zanzibar
Zanzibar je polavtonomna regija Tanzanije v Vzhodni Afriki, ki jo sestavlja severni del istoimenskega otočja v Indijskem oceanu, 25–50 km od obale Tanzanije. Glavnino ozemlja tvorita dva glavna otoka, Unguja (neuradno imenovan tudi Zanzibar) in Pemba. Glavno mesto otokov stoji na Unguji in se prav tako imenuje Zanzibar. Njegovo staro jedro, znano tudi kot Kamnito mesto (Stone Town), ima status Unescove svetovne kulturne dediščine. Po popisu leta 2012 ima regija 1,3 milijona prebivalcev.
Otočje so na začetku našega štetja naselili Bantujci, do 10. stoletja pa je postalo pomembno trgovinsko središče regije, v katerem so sčasoma pridobili glavni vpliv Arabci. V začetku 16. stoletja so ga osvojili Portugalci, ki pa ga niso aktivno upravljali in konec 17. stoletja so prebivalci s pomočjo sultanata Oman izgnali evropske vplivneže. Arabci so razvili pridelavo začimb, močno pa se je razmahnila tudi trgovina s sužnji. Tekom britanske kampanje proti slednji v 19. stoletju je Zanzibar prešel pod britanski vpliv in postal protektorat Združenega kraljestva, kar je pomenilo, da je v praksi ostal pod upravo lokalnih sultanov. Tako je ostalo do leta 1963, ko je Zanzibar razglasil neodvisnost.Sultan Džamšid bin Abdula je bil odstavljen med zanzibarsko revolucijo leta 1964, nakar se je otočje združilo s Tanganjiko na celini v skupno državo Tanzanijo.